# Clara Windeleff
Clara Windeleff (* 3. Februar 2002 in Odense) ist eine dänische Volleyball- und Beachvolleyballspielerin.

## Karriere Halle
Windeleff begann ihre Karriere im Hallenvolleyball 2016 bei DHV Odense als Außenangreiferin. Eine Saison später wechselte sie innerhalb der Großstadt zu Fortuna Odense, dem Verein, in dem ihre Mutter Dorthe 2010 ihre Karriere als Zuspielerin begonnen hatte und ein Jahr später als die Tochter wieder in den Kader zurückkehrte. Beide spielten gemeinsam noch ein weiteres Spieljahr für den Verein auf der Insel Fünen, anschließend wechselte Clara Windeleff zu VK Vestsjælland. Mit diesem Verein wurde sie Dritte in der dänischen Volleyballliga. Nach einem Jahr Pause vom Hallenvolleyball wechselte sie zu Gentofte Volley. Mit diesem Sportclub erreichte sie in den folgenden beiden Spielzeiten den dritten und den vierten Platz in der Liga. Nach einem erneuten Vereinswechsel wurde sie mit Holte IF Pokalsiegerin ihres Heimatlandes und gab ihr Debüt in der dänischen Nationalmannschaft.

## Karriere Beach
Ihr erstes Turnier spielte die gebürtige Odenseanerin mit Sofia Bisgaard, bei der U18-EM 2016 wurden die beiden Däninnen Fünfundzwanzigste. Etwas erfolgreicher verlief zunächst die Zusammenarbeit mit Astrid Elisabeth Mellmølle, mit der bei der Europameisterschaft der unter Achtzehnjährigen eine Spielzeit später ein siebzehnter Platz zu buche stand. Diese Platzierungen konnten die beiden Nordeuropäerinnen im gleichen Jahr bei der U20-EM verbessern, sie erreichten dort das Achtelfinale. Weitere neunte Plätze gab es bei der gleichen Veranstaltung im Folgejahr und mit Bisgaard bei der U18-EM in der gleichen Saison. Auch 2019 hatte Windeleff ein Abonnement auf den neunten Rang, mit Bisgaard bei der U18- und mit Melmolle bei der U20-Veranstaltung. Ab 2021 trat Windeleff nur noch mit Bisgaard gemeinsam auf Beachturnieren an. Die beiden gebürtigen Odenseanerinnen belegten zunächst den siebzehnten Platz bei der U22-Europameisterschaft, ehe sie ihren bis dahin größten Erfolg mit dem Gewinn der Bronzemedaille bei der U20-EM in Izmir erreichten. Anschließend wurden sie Neunte beim 4-Sterne-Turnier in Itapema und erreichten das Viertelfinale bei der U19-Weltmeisterschaft in Phuket. Ein weiterer großer Erfolg war 2022 die Vizeeuropameisterschaft der unter Zweiundzwanzigjährigen in Vlissingen in den Niederlanden.
Im gleichen Jahr traten Windeleff und Bisgaard bei der Europameisterschaft der Erwachsenen in München an. Nach einer Niederlage gegen die späteren Europameisterinnen Anastasija Kravčenoka und Tīna Graudiņa aus Lettland im ersten Gruppenspiel qualifizierten sich die beiden Däninnen durch einen Sieg über die Französinnen Lézana Placette und Alexia Richard für die erste Hauptrunde, in der sie die Österreicherinnen Katharina Schützenhöfer und Lena Plesiutschnig bezwingen konnten. Nach der anschließenden Zweisatzniederlage gegen die bis dahin noch amtierenden Europameisterinnen und späteren Vizeeuropameisterinnen Nina Brunner und Tanja Hüberli belegten Clara Windeleff und Sofia Bisgaard bei ihrer ersten bedeutenden Beachveranstaltung im Seniorenbereich den geteilten neunten Platz. Eine Saison später erreichten sie noch einmal das Viertelfinale bei den kontinentalen Titelkämpfen der unter Zweiundzwanzigjährigen. Anschließend konzentrierte sich Windeleff nur noch auf ihre Karriere in der Halle.

## Privates
Die Zuspielerin Dorthe Windeleff ist die Mutter von Clara, ihr Bruder Emil Bernberg ist seit der Saison 2020/21 bei DHV Odensee als Libero aktiv.